# Otholobium heterosepalum
Otholobium heterosepalum är en ärtväxtart som först beskrevs av Henry Georges Fourcade, och fick sitt nu gällande namn av Charles Howard Stirton. Otholobium heterosepalum ingår i släktet Otholobium och familjen ärtväxter. Inga underarter finns listade i Catalogue of Life.